# Louis Gerhard De Geer
Nam tước Louis Gerard De Geer xứ Finspång (18 tháng 7  năm 1818 - 24 tháng 9 năm 1896) là nhà văn và chính khách người Thụy Điển. Ông sinh tại Lâu đài Finspång ở xứ đạo Risinge. Ông là một luật sư, và vào năm 1855 trở thành Chủ tịch Tòa phúc thẩm Göta, hoặc quan toà trong toà phúc thẩm Götaland. Từ 7 tháng 4 năm 1858 đến 3 tháng 6 năm 1870 ông là Thủ tướng Tư pháp và một lần nữa từ 11 tháng 5 năm 1875 đến 20 tháng 3 năm 1876. Là một người trong tầng lớp quý tộc, ông tham gia vào quốc hội từ năm 1851 trở đi. Từ năm 1867 đến năm 1878 ông là thượng nghị sĩ đại diện cho Stockholm tại nghị viện, nơi mà ông giới thiệu và thông qua nhiều cải cách hữu ích.